# クレイグ・キンブレル
クレイグ・マイケル・キンブレル（Craig Michael Kimbrel, 1988年5月28日 - ）は、アメリカ合衆国アラバマ州ハンツビル出身のプロ野球選手（投手）。右投右打。MLBのテキサス・レンジャーズ傘下所属。愛称は「ダーティー・クレイグ」。
シーズン最多セーブを4回受賞するなど、2010年代のMLBを代表する抑え投手。2018年5月5日に史上最年少（29歳11カ月）での通算300セーブを達成した。

## 経歴

### プロ入りとブレーブス時代

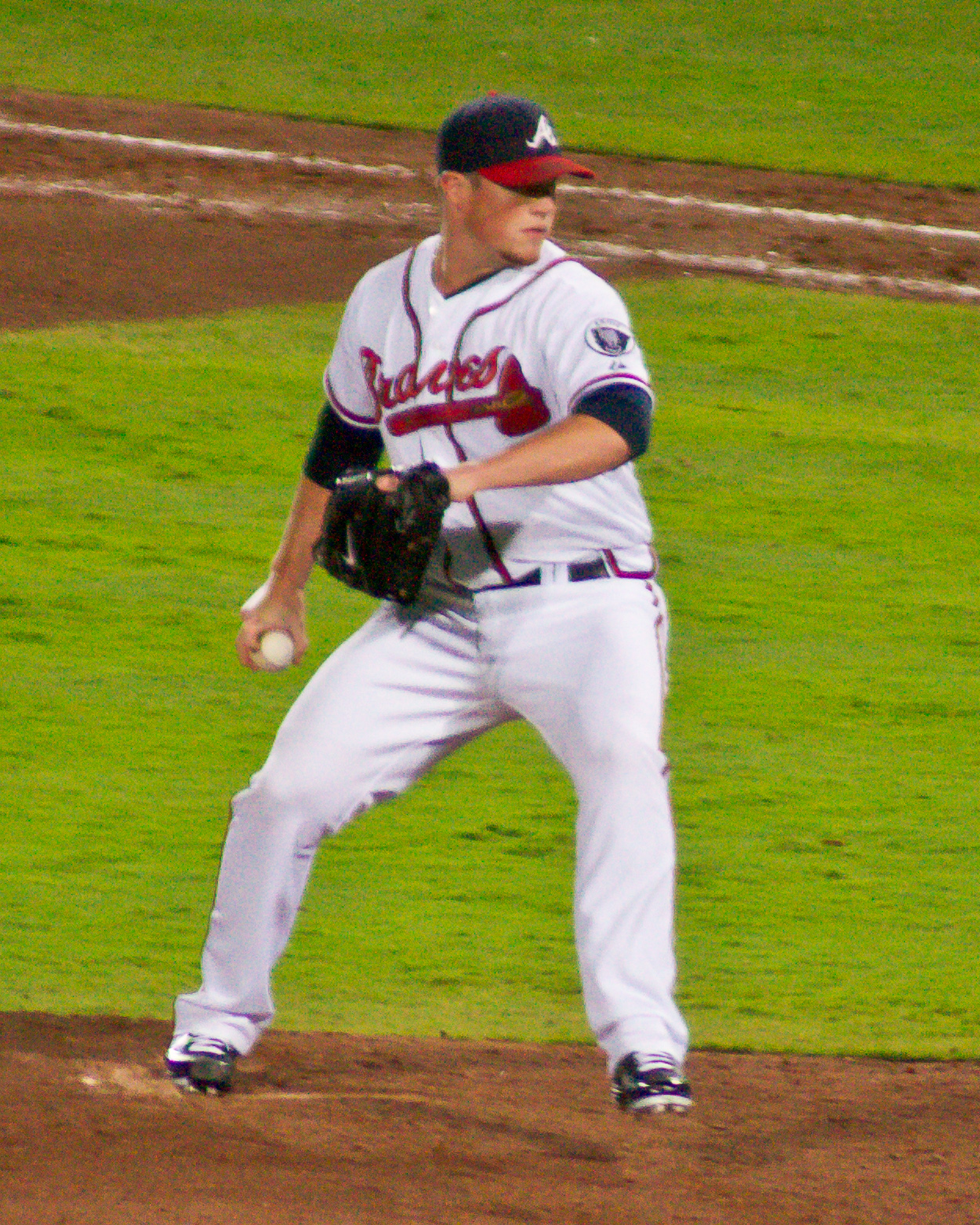
アトランタ・ブレーブス時代
（2011年9月12日）

2007年のMLBドラフト33巡目（全体1006位）でアトランタ・ブレーブスから指名されたが、この時は入団せず。
2008年のMLBドラフト3巡目（全体96位）で再びブレーブスから指名され、プロ入り。
2010年5月5日、ジェイアー・ジャージェンスの負傷に伴いメジャー昇格を果たし、5月7日のフィラデルフィア・フィリーズ戦でメジャーデビューを果たした。2度目のメジャー昇格は斎藤隆の15日間の故障者リスト入りに伴い昇格した。9月19日のニューヨーク・メッツ戦でメジャー初セーブを記録した。21試合に登板し、防御率0.44、4勝0敗1セーブ、40奪三振を記録した。ポストシーズンではサンフランシスコ・ジャイアンツ戦で好投した。
2011年は開幕から抑えを務め、6月3日のメッツ戦で球団史上最速で通算100奪三振を記録した。7月には自身初となるオールスターゲームに選出された。7月22日のシンシナティ・レッズ戦で31セーブ目を記録し、球団新人記録を更新した。8月9日のフロリダ・マーリンズ戦で36セーブ目を記録し、トッド・ウォーレルの持つナショナルリーグの新人記録に並んだ。8月17日のジャイアンツ戦にはその記録を更新した。8月23日のシカゴ・カブス戦でネフタリ・フェリスの持つ、MLB新人最多タイ記録となるシーズン40セーブ目を記録した。自己最多となる79試合に登板し、防御率2.10、4勝3敗46セーブ、8セーブ失敗、127奪三振を記録し、ジョン・アックスフォードと同数ながらも自身初となる最多セーブを受賞した。また、前述の活躍からオフには新人王も受賞した。
2012年は制球力が向上し、ますます難攻不落な投手となった。また、オールスターゲームに2年連続で選出された。63試合に登板し、防御率1.01、3勝1敗42セーブ、3セーブ失敗、116奪三振を記録し、2年連続の最多セーブを受賞した。また、6イニング以上投げた投手では史上初めて、対戦した打者の過半数から三振を奪った（打者231人に対して116奪三振）。50イニング以上が対象となる9イニングあたりの奪三振率では、16.7を記録し、史上最高記録となった。『ギネス世界記録 2014』には「1シーズンで打者の半数以上から三振を奪った最初の投手」という形でギネス世界記録が掲載されている。
2013年はシーズン開幕前の2月27日に第3回ワールド・ベースボール・クラシック（WBC）のアメリカ合衆国代表に選出された。シーズンでは9度のセーブ機会で、早くも昨年に並ぶ3度のセーブ失敗など、不安定なスタートとなった。しかし、5月9日のジャイアンツ戦にて史上2番目の若さで通算100セーブを達成。また、オールスターゲームに3年連続で選出された。7月27日のセントルイス・カージナルス戦にてジョン・スモルツ以来、球団史上2人目となる3年連続30セーブを達成した。8月27日には連続セーブを27とし、スモルツが持つ球団記録を更新した。68試合に登板し、防御率1.21、4勝3敗50セーブ、4セーブ失敗、98奪三振を記録し、史上11人目となるシーズン50セーブを達成すると共に、3年連続となる最多セーブを受賞した。
2014年の年俸として球団は1年総額655万ドルを提示したが、キンブレルは1年総額900万ドルを要求し、調停回避のための公衆会が行われる予定だった。しかし、2月16日にブレーブスと4年総額4200万ドルで契約を延長したことが発表された。オプションとして2018年シーズンの選択権を球団側が所持し、バイアウトの際は100万ドル支払われた。5月18日のカージナルス戦で通算150セーブを史上最速の248試合目で達成した。また、4年連続となるオールスターゲームに選出された。8月29日には40セーブ目を記録し、史上3人目となる4年連続40セーブを達成した。また、新人から4年連続40セーブは史上初となった。63試合に登板し、防御率1.61、0勝3敗47セーブ、4セーブ失敗、95奪三振を記録し、4年連続の最多セーブに輝いた。

### パドレス時代
2015年4月5日にキャメロン・メイビン、カルロス・クエンティン、マット・ウィスラー、ジョーダン・パローベック、2015年シーズンのドラフト指名権とのトレードで、メルビン・アップトン・ジュニアと共にサンディエゴ・パドレスに移籍した。ブレーブスと残り3年総額3300万ドルを残していたが、パドレス側が全額負担する運びとなった。背番号はブレーブス時代と同じ「46」。5月25日のロサンゼルス・エンゼルス・オブ・アナハイム戦で、当時の史上最速となる305イニングでの通算500奪三振を達成し、ビリー・ワグナーの持っていた記録を更新した。6月8日のブレーブス戦で史上最速となる318試合目での通算200セーブを達成した。61試合に登板し、防御率2.58、4勝2敗39セーブ、4度のセーブ失敗、87奪三振を記録した。また、セーブ数はリーグ4位で、ピッツバーグ・パイレーツのマーク・マランソンの後塵を拝し、5年連続となる最多セーブは叶わなかった。

### レッドソックス時代
2015年11月13日にハビー・ゲラ、ローガン・アレン、マニュエル・マーゴット、カルロス・アスアヘとのトレードで、ボストン・レッドソックスへ移籍した。前述の契約を2年総額2500万ドル残していたが、レッドソックス側が全額負担することで同意された。また、球団選択権とバイアウトのオプションも全てレッドソックス側が負担する運びとなった。背番号は「46」。

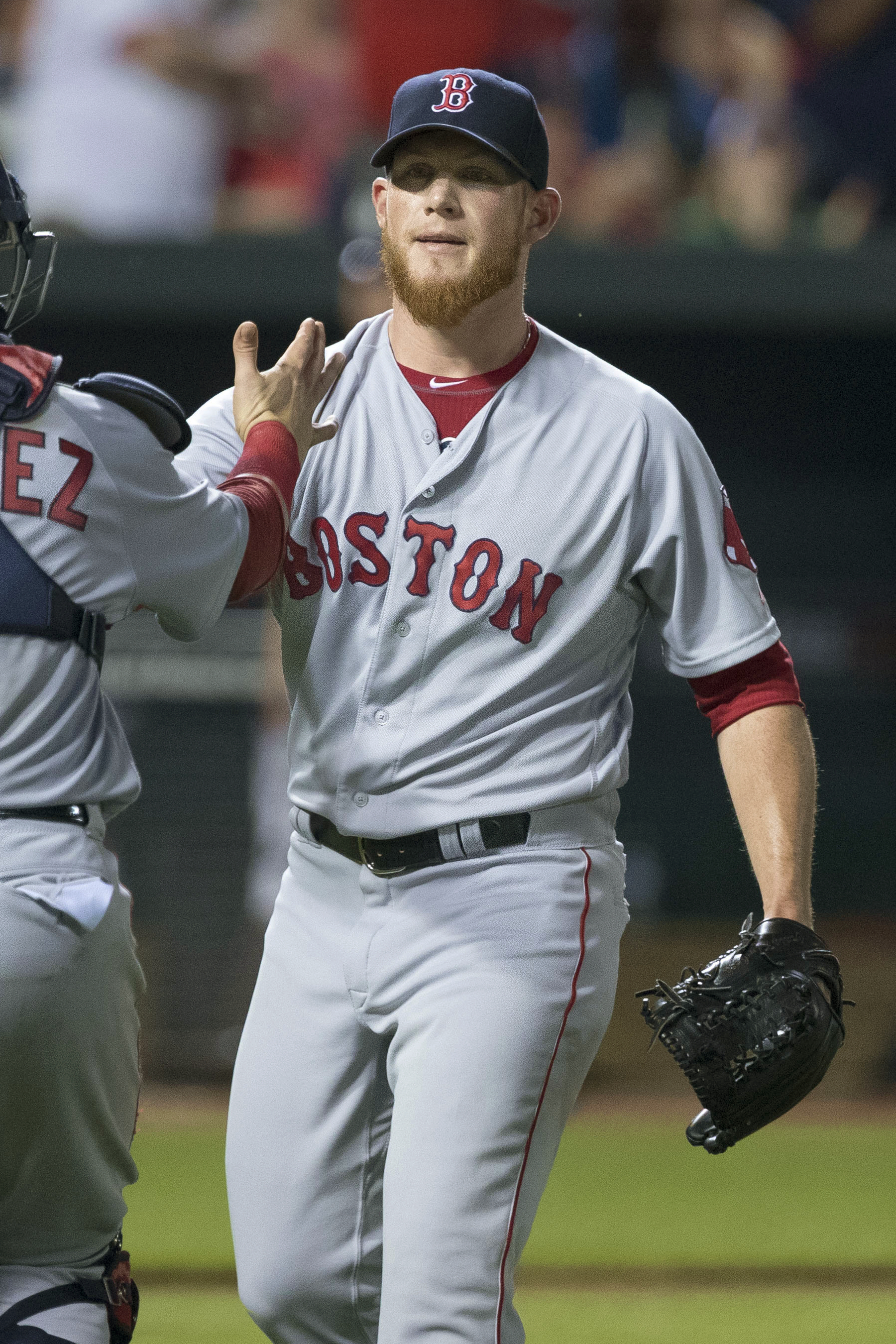
ボストン・レッドソックス時代
（2016年5月31日）

2016年は2年ぶり5度目となるオールスターゲームに選出されたが、7月に左膝の半月板損傷により故障者リスト入りしたため、代替選手にはトロント・ブルージェイズのアーロン・サンチェスが選出された。57試合の登板で防御率3.40、2勝6敗31セーブ、2度のセーブ失敗、83奪三振を記録した。このシーズンは打者220人に対して83奪三振と37.7%の確率で三振を奪っている一方で、30四球で13.6%の確率で出塁を許しており、制球に苦しむシーズンとなった。
2017年は前半戦で36試合の登板で防御率1.19、2勝0敗23セーブという成績を記録し、2年連続6度目となるオールスターゲームに選出された。最終的には67試合に登板し、防御率1.43、5勝0敗、アメリカンリーグ3位となる35セーブ、4セーブ失敗、126奪三振を記録した。このシーズンでは打者254人に対し126奪三振を記録し、脅威の49.6%の確率で三振の山を築いた。前年で課題となっていた四球では前年の半数となる14個に抑えられており、四球での許出塁率もわずか5.5%に減少された。オフの11月2日に球団オプションが行使され、1年総額1300万ドルで来シーズンも残留することが発表された。
2018年5月5日のテキサス・レンジャーズ戦で「史上最年少となる29歳11カ月」で通算300セーブを達成した。前半戦のみで防御率1.77、30セーブを記録し、3年連続7度目となるオールスターゲームに選出されたが、前半戦の疲労を鑑み登板はなかった。しかし、後半戦では防御率4.97、12セーブと失速した。その流れはポストシーズンまで続き、6度のセーブ機会で全て抑えるも、10奪三振に対し10四死球、防御率5.91と不安定な投球が続いた。しかし、10月24日のロサンゼルス・ドジャースとのワールドシリーズ第2戦では9回のセーブ機会で登板し、自身初となるワールドシリーズでセーブを記録した。シーズンでは63試合に登板し、防御率2.74、5勝1敗、リーグ2位となる42セーブ、5セーブ失敗、96奪三振を記録し、地区3連覇及び5年ぶり9回目となるワールドシリーズ制覇に貢献した。オフに球団からの1年総額1950万ドルのQOを拒否し、FAとなった。

### カブス時代
2019年はシーズン開幕前の契約合意には至らず、MLBドラフト終了後の6月5日にシカゴ・カブスと3年総額4300万ドルで合意したことが発表された。2022年の契約はチームオプションとなり、バイアウトの際は100万ドル支払われる。また、チームオプションは2020年シーズンから各シーズン55試合以上の登板、2年間で計110試合に登板し、尚かつ故障などがなければ保証される。メジャー昇格以降身に着けていた「46」はペドロ・ストロップが使用していたため、背番号は「24」に決まった。6月27日のブレーブス戦でスタンディングオベーションの中、移籍後初セーブを記録した。抑えのストロップの不調も重なり、以降も抑えとして登板するも打ち込まれる場面が目立った。また、8月5日には右ハムストリングを痛め、9月5日には再び右膝の炎症で2度の故障者リスト入りした。復帰後も防御率23.14、被打率.455と精彩を欠いたままシーズンを終えた。23試合に登板し、自己ワーストとなる防御率6.53、0勝4敗13セーブ、3度のセーブ失敗、30奪三振に留まり、2011年以来8年間記録していたシーズン30セーブ記録がこのシーズンで途切れた。
2020年はストロップが移籍したことにより、背番号を再び「46」に変更した。しかし、シーズン初登板となる7月27日のレッズ戦で0.1イニング、5四死球と制球に苦しみ、以降のシーズンも防御率10点台を前後し、従来の抑えではなく敗戦処理として登板する日々が続いた。8月19日のカージナルスとのダブルヘッダー第2試合で、このシーズン初となるセーブを記録した。しかし、9月に入ると8試合の登板で防御率0.00、1セーブ、被安打はわずか3本で被打率.125と復活の兆しを見せた。また、7月の平均球速が96.3マイル（154km/h）に対し、9月の平均球速は97.3マイル（156km/h）と球速でも顕著に表れた。最終的には試合数の減少もある中で18試合に登板するも、防御率5.28、0勝1敗2セーブ、28奪三振と結果を残せず、9年連続で記録していた2桁セーブが途切れた。
2021年は4月8日のピッツバーグ・パイレーツ戦で2セーブ目を記録し、史上12人目となる通算350セーブを達成した。この年はクローザーとして防御率0点台を維持するなど不振だった過去2年から見事に復活し、7月4日に選手間投票で3年ぶり通算8度目となるオールスターゲームに選出された。7月13日に開催されたオールスターゲームでは9回表に9番手として登板し、0.2イニングを投げた。

### ホワイトソックス時代
2021年7月30日にニック・マドリガル、コディ・ホイヤーとのトレードで、シカゴ・ホワイトソックスへ移籍した。ホワイトソックスではリアム・ヘンドリックスがクローザーを務めていたためセットアッパーとして起用されたが、防御率5.09と打ち込まれる場面が目立った。オフに球団から1600万ドルのチームオプションを行使された。

### ドジャース時代
2022年4月1日にA.J.ポロックとのトレードで、ロサンゼルス・ドジャースへ移籍した。オフの11月6日にFAとなった。

### フィリーズ時代
2022年12月23日にフィデルフィア・フィリーズと1年総額1000万ドルで契約した。
2023年7月3日に6月は13イニングを投げて、21奪三振、防御率0.69、被安打6を記録したことが評価され、6月部門で2017年以来となるリリーバー・オブ・ザ・マンスを受賞した。7月8日にデビン・ウィリアムズの辞退に伴い、代替選手として通算9度目のオールスターゲームに選出された。オフの11月3日にFAとなった。

### オリオールズ時代
2023年オフの12月6日にボルチモア・オリオールズと1年総額1200万ドルで契約した。2024年9月24日にリリースされ、FAとなった。2024年シーズンは最終的に57試合に登板して7勝5敗23セーブ4ホールド、防御率5.33、73奪三振を記録した。この年は、4年連続の20セーブ以上を達成した年となった。

### ブレーブス復帰
2025年3月19日に古巣であるブレーブスとマイナー契約で合意したとMLB公式サイトが発表した。6月6日にメジャー契約を結び、同日のサンフランシスコ・ジャイアンツ戦に7回から2番手で登板し無失点で抑えたが翌7日にDFAとなり、2日後にマイナー契約を拒否して自由契約となった。

### レンジャーズ傘下時代
2025年6月10日にテキサス・レンジャーズと、直前のブレーブス時代に拒否していたマイナー契約を結んだ。

## 選手としての特徴
| 球種         | 割合 | 平均球速 | 平均球速 | 最高球速 | 最高球速 |
| 球種         | %    | mph      | km/h     | mph      | km/h     |
| フォーシーム | 59.3 | 96.5     | 155.3    | 99       | 159.3    |
| カーブ       | 40.7 | 86.1     | 138.9    | 89.2     | 143.6    |

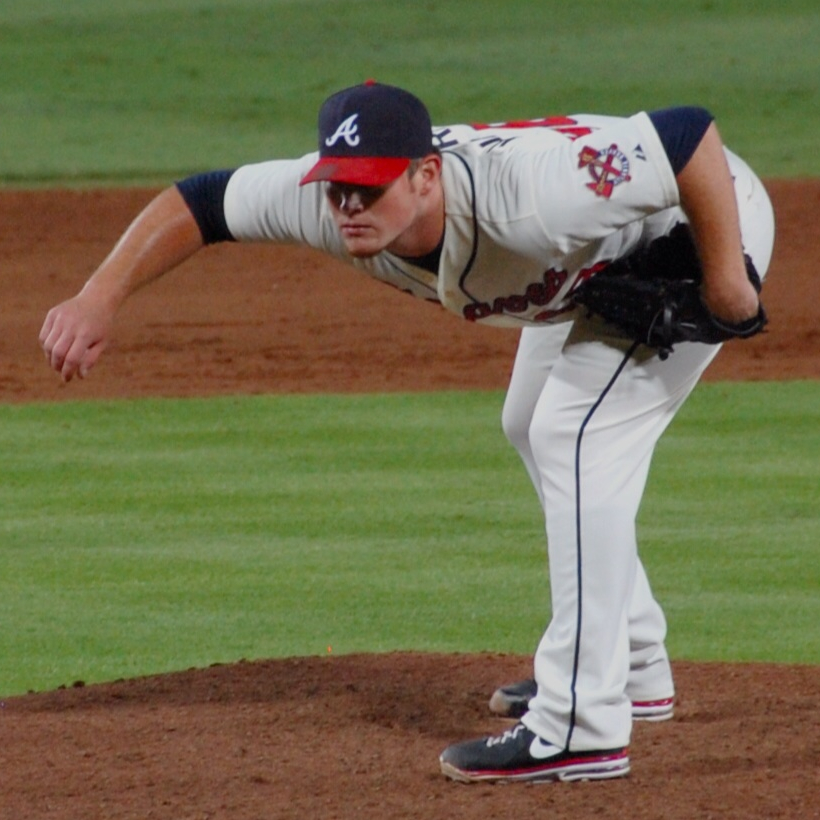
投球前のルーティン
（アトランタ・ブレーブス時代、2013年9月14日）

スリークォーターから平均155km/hのフォーシーム、140km/h前後のカーブを繰り出す。フォーシームが約60%、カーブが約40%という割合で投げ分けている。以前はチェンジアップやツーシームもレパートリーに含まれていたが、現在は先述の2球種のみを操っている。カーブは以前、その球速や軌道からスライダーに分類されていたが、投げる際に人差し指を縫い目に合わせて弾く握り方から、現在はカーブ（もしくはナックルカーブ）に分類されている。
投球モーション前に上体を水平にまで倒し、右腕を軽く前に出し、投球コースを見定めるようなポーズを取る（通称「威嚇ポーズ」）。
速球の最速は、2013年に計測した101.9mph（約164km/h）。

## 人物
2012年12月にアシュリー夫人と結婚した。趣味はハンティングで、夫婦で楽しむ事もある。
学生時代は、野球のオフシーズンにテコンドーをやっていた。また、アメリカンフットボールの経験もあり、主にクォーターバックとしてプレーし、そこで培った体幹やバランス感覚が、結果的に投手としての球速を上げる一因となったと語っている。

## 詳細情報

### 年度別投手成績
| 年 度     | 球 団     | 登 板 | 先 発 | 完 投 | 完 封 | 無 四 球 | 勝 利 | 敗 戦 | セ 丨 ブ | ホ 丨 ル ド | 勝 率 | 打 者 | 投 球 回 | 被 安 打 | 被 本 塁 打 | 与 四 球 | 敬 遠 | 与 死 球 | 奪 三 振 | 暴 投 | ボ 丨 ク | 失 点 | 自 責 点 | 防 御 率 | W H I P |
| --------- | --------- | ----- | ----- | ----- | ----- | -------- | ----- | ----- | -------- | ----------- | ----- | ----- | -------- | -------- | ----------- | -------- | ----- | -------- | -------- | ----- | -------- | ----- | -------- | -------- | ------- |
| 2010      | ATL       | 21    | 0     | 0     | 0     | 0        | 4     | 0     | 1        | 2           | 1.000 | 88    | 20.2     | 9        | 0           | 16       | 1     | 0        | 40       | 4     | 0        | 2     | 1        | 0.44     | 1.21    |
| 2011      | ATL       | 79    | 0     | 0     | 0     | 0        | 4     | 3     | 46       | 0           | .571  | 306   | 77.0     | 48       | 3           | 32       | 1     | 1        | 127      | 4     | 0        | 19    | 18       | 2.10     | 1.04    |
| 2012      | ATL       | 63    | 0     | 0     | 0     | 0        | 3     | 1     | 42       | 0           | .750  | 231   | 62.2     | 27       | 3           | 14       | 0     | 2        | 116      | 5     | 0        | 7     | 7        | 1.01     | 0.65    |
| 2013      | ATL       | 68    | 0     | 0     | 0     | 0        | 4     | 3     | 50       | 0           | .571  | 258   | 67.0     | 39       | 4           | 20       | 2     | 3        | 98       | 3     | 0        | 10    | 9        | 1.21     | 0.88    |
| 2014      | ATL       | 63    | 0     | 0     | 0     | 0        | 0     | 3     | 47       | 0           | .000  | 244   | 61.2     | 30       | 2           | 26       | 0     | 2        | 95       | 6     | 0        | 13    | 11       | 1.61     | 0.91    |
| 2015      | SD        | 61    | 0     | 0     | 0     | 0        | 4     | 2     | 39       | 0           | .667  | 239   | 59.1     | 40       | 6           | 22       | 1     | 1        | 87       | 4     | 0        | 19    | 17       | 2.58     | 1.04    |
| 2016      | BOS       | 57    | 0     | 0     | 0     | 0        | 2     | 6     | 31       | 1           | .250  | 220   | 53.0     | 28       | 4           | 30       | 0     | 4        | 83       | 6     | 0        | 22    | 20       | 3.40     | 1.09    |
| 2017      | BOS       | 67    | 0     | 0     | 0     | 0        | 5     | 0     | 35       | 1           | 1.000 | 254   | 69.0     | 33       | 6           | 14       | 0     | 4        | 126      | 5     | 0        | 11    | 11       | 1.43     | 0.68    |
| 2018      | BOS       | 63    | 0     | 0     | 0     | 0        | 5     | 1     | 42       | 0           | .833  | 247   | 62.1     | 31       | 7           | 31       | 0     | 2        | 96       | 7     | 0        | 19    | 19       | 2.74     | 0.99    |
| 2019      | CHC       | 23    | 0     | 0     | 0     | 0        | 0     | 4     | 13       | 0           | .000  | 96    | 20.2     | 21       | 9           | 12       | 0     | 2        | 30       | 0     | 0        | 15    | 15       | 6.53     | 1.60    |
| 2020      | CHC       | 18    | 0     | 0     | 0     | 0        | 0     | 1     | 2        | 3           | .000  | 69    | 15.1     | 10       | 2           | 12       | 1     | 2        | 28       | 4     | 0        | 9     | 9        | 5.28     | 1.43    |
| 2021      | CHC       | 39    | 0     | 0     | 0     | 0        | 2     | 3     | 23       | 0           | .400  | 137   | 36.2     | 13       | 1           | 13       | 0     | 0        | 64       | 3     | 1        | 6     | 2        | 0.49     | 0.71    |
| 2021      | CWS       | 24    | 0     | 0     | 0     | 0        | 2     | 2     | 1        | 6           | .500  | 98    | 23.0     | 18       | 5           | 10       | 1     | 3        | 36       | 5     | 0        | 13    | 13       | 5.09     | 1.22    |
| '21計     | CWS       | 63    | 0     | 0     | 0     | 0        | 4     | 5     | 24       | 6           | .444  | 235   | 59.2     | 31       | 6           | 23       | 1     | 3        | 100      | 8     | 1        | 19    | 15       | 2.26     | 0.91    |
| 2022      | LAD       | 63    | 0     | 0     | 0     | 0        | 6     | 7     | 22       | 2           | .462  | 260   | 60.0     | 51       | 4           | 28       | 2     | 5        | 72       | 7     | 1        | 31    | 25       | 3.75     | 1.32    |
| 2023      | PHI       | 71    | 0     | 0     | 0     | 0        | 8     | 6     | 23       | 7           | .571  | 278   | 69.0     | 44       | 10          | 28       | 1     | 4        | 94       | 4     | 2        | 28    | 25       | 3.26     | 1.04    |
| 2024      | BAL       | 57    | 0     | 0     | 0     | 0        | 7     | 5     | 23       | 4           | .583  | 232   | 52.1     | 40       | 7           | 31       | 1     | 5        | 73       | 3     | 1        | 35    | 31       | 5.33     | 1.36    |
| MLB：15年 | MLB：15年 | 837   | 0     | 0     | 0     | 0        | 56    | 47    | 440      | 26          | .544  | 3257  | 809.2    | 482      | 73          | 339      | 11    | 40       | 1265     | 70    | 5        | 259   | 233      | 2.59     | 1.01    |

- 2024年度シーズン終了時
- 各年度の太字はリーグ最高

### ポストシーズン投手成績
| 年 度     | 球 団     | シ リ ｜ ズ | 登 板 | 先 発 | 勝 利 | 敗 戦 | セ ｜ ブ | ホ ｜ ル ド | 勝 率 | 打 者 | 投 球 回 | 被 安 打 | 被 本 塁 打 | 与 四 球 | 敬 遠 | 与 死 球 | 奪 三 振 | 暴 投 | ボ ｜ ク | 失 点 | 自 責 点 | 防 御 率 |
| --------- | --------- | ----------- | ----- | ----- | ----- | ----- | -------- | ----------- | ----- | ----- | -------- | -------- | ----------- | -------- | ----- | -------- | -------- | ----- | -------- | ----- | -------- | -------- |
| 2010      | ATL       | NLDS        | 4     | 0     | 0     | 1     | 0        | 1           | .000  | 13    | 4.1      | 1        | 0           | 1        | 0     | 0        | 7        | 0     | 0        | 2     | 1        | 2.08     |
| 2012      | ATL       | NLWC        | 1     | 0     | 0     | 0     | 0        | 0           | ----  | 3     | 1.0      | 0        | 0           | 0        | 0     | 0        | 1        | 0     | 0        | 0     | 0        | 0.00     |
| 2013      | ATL       | NLDS        | 1     | 0     | 0     | 0     | 1        | 0           | ----  | 5     | 1.1      | 0        | 0           | 2        | 0     | 0        | 2        | 0     | 0        | 0     | 0        | 0.00     |
| 2016      | BOS       | ALDS        | 2     | 0     | 0     | 0     | 0        | 0           | ----  | 4     | 1.1      | 0        | 0           | 0        | 0     | 0        | 3        | 0     | 0        | 0     | 0        | 0.00     |
| 2017      | BOS       | ALDS        | 2     | 0     | 0     | 0     | 0        | 0           | ----  | 12    | 2.0      | 4        | 0           | 1        | 0     | 1        | 2        | 1     | 0        | 1     | 1        | 4.50     |
| 2018      | BOS       | ALDS        | 2     | 0     | 0     | 0     | 2        | 0           | ----  | 12    | 2.1      | 2        | 1           | 2        | 0     | 1        | 4        | 0     | 0        | 3     | 3        | 11.57    |
| 2018      | BOS       | ALCS        | 3     | 0     | 0     | 0     | 3        | 0           | ----  | 20    | 4.0      | 4        | 0           | 4        | 0     | 1        | 4        | 1     | 0        | 2     | 2        | 4.50     |
| 2018      | BOS       | WS          | 4     | 0     | 0     | 0     | 1        | 0           | ----  | 18    | 4.1      | 3        | 1           | 2        | 0     | 0        | 2        | 0     | 0        | 2     | 2        | 4.15     |
| 2020      | CHC       | NLWC        | 1     | 0     | 0     | 0     | 0        | 0           | ----  | 5     | 1.1      | 0        | 0           | 2        | 0     | 0        | 2        | 0     | 0        | 0     | 0        | 0.00     |
| 2021      | CWS       | ALDS        | 3     | 0     | 0     | 0     | 0        | 1           | ----  | 11    | 2.0      | 3        | 1           | 1        | 0     | 0        | 0        | 1     | 0        | 3     | 2        | 9.00     |
| 2023      | PHI       | NLWC        | 1     | 0     | 0     | 0     | 1        | 0           | ----  | 4     | 1.0      | 1        | 0           | 0        | 0     | 0        | 0        | 0     | 1        | 0     | 0        | 0.00     |
| 2023      | PHI       | NLDS        | 2     | 0     | 0     | 0     | 1        | 1           | ----  | 7     | 2.0      | 0        | 0           | 1        | 0     | 0        | 1        | 0     | 0        | 0     | 0        | 0.00     |
| 2023      | PHI       | NLCS        | 4     | 0     | 0     | 2     | 1        | 0           | .000  | 18    | 3.0      | 5        | 1           | 4        | 0     | 1        | 4        | 0     | 0        | 4     | 4        | 12.00    |
| 出場：9回 | 出場：9回 | 出場：9回   | 30    | 0     | 0     | 3     | 10       | 3           | .000  | 132   | 30.0     | 23       | 4           | 20       | 0     | 4        | 32       | 3     | 1        | 17    | 15       | 4.50     |

- 2024年度シーズン終了時

### 年度別守備成績
| 年 度 | 球 団 | 投手（P） | 投手（P） | 投手（P） | 投手（P） | 投手（P） | 投手（P） |
| 年 度 | 球 団 | 試 合     | 刺 殺     | 補 殺     | 失 策     | 併 殺     | 守 備 率  |
| ----- | ----- | --------- | --------- | --------- | --------- | --------- | --------- |
| 2010  | ATL   | 21        | 0         | 0         | 1         | 0         | .000      |
| 2011  | ATL   | 79        | 4         | 7         | 0         | 0         | 1.000     |
| 2012  | ATL   | 63        | 0         | 5         | 0         | 0         | 1.000     |
| 2013  | ATL   | 68        | 3         | 4         | 0         | 0         | 1.000     |
| 2014  | ATL   | 63        | 4         | 6         | 0         | 0         | 1.000     |
| 2015  | SD    | 61        | 4         | 3         | 1         | 1         | .875      |
| 2016  | BOS   | 57        | 0         | 2         | 0         | 0         | 1.000     |
| 2017  | BOS   | 67        | 6         | 6         | 0         | 1         | 1.000     |
| 2018  | BOS   | 63        | 2         | 3         | 0         | 0         | 1.000     |
| 2019  | CHC   | 23        | 0         | 1         | 0         | 0         | 1.000     |
| 2020  | CHC   | 18        | 0         | 1         | 0         | 0         | 1.000     |
| 2021  | CHC   | 39        | 2         | 1         | 0         | 0         | 1.000     |
| 2021  | CWS   | 24        | 0         | 1         | 0         | 0         | 1.000     |
| '21計 | CWS   | 63        | 2         | 2         | 0         | 0         | 1.000     |
| 2022  | LAD   | 63        | 3         | 3         | 0         | 0         | 1.000     |
| 2023  | PHI   | 71        | 2         | 0         | 1         | 0         | .667      |
| 2024  | BAL   | 57        | 3         | 2         | 1         | 0         | .833      |
| MLB   | MLB   | 837       | 33        | 45        | 4         | 2         | .951      |

- 2024年度シーズン終了時

### タイトル
- 最多セーブ投手：4回（2011年 - 2014年）

### 表彰
- ローレイズ・リリーフマン賞：1回（2012年）
- トレバー・ホフマン賞：1回（2014年）※ナショナルリーグ最優秀救援投手賞
- マリアノ・リベラ賞：1回（2017年）※アメリカンリーグ最優秀救援投手賞、両リーグでの受賞はMLB史上初
- DHL デリバリー・マン・オブ・ザ・イヤー：1回（2013年）
- 新人王（2011年）
- DHL デリバリー・マン・オブ・ザ・マンス：3回（2011年8月、2012年9月、2013年8月）
- ルーキー・オブ・ザ・マンス：2回（2011年6月・8月）

### 記録
- MLBオールスターゲーム選出：9回（2011年 -  2014年、2016年 -  2018年、2021年、2023年）
- シーズン50セーブ：50（2013年）※MLB史上11人目[68]
- 4年連続40セーブ ※同史上3人目、新人から4年連続では史上初
- 史上最速での通算300セーブ達成[3]
  - 最年少：29歳11カ月
  - 最少登板：494
  - 最少セーブ機会：330
- 通算350セーブ（2021年4月8日）※史上12人目

### 背番号
- 46（2010年 - 2018年、2020年 - 2022年、2024年 - 2025年）
- 24（2019年）
- 31（2023年）

### 代表歴
- 2013 ワールド・ベースボール・クラシック・アメリカ合衆国代表